# Technical Inspection Services
Technische Inspectie Services (TIS) is een keurmerk voor de B&U-en de GWW-sector. 
Het keurmerk TIS omvat een toetsing van zowel de bouwkwaliteit als de naleving van de regels van het Bouwbesluit.

## Geschiedenis
In december 2014 werd het eerste wetsvoorstel van de wet kwaliteitsborging ingediend met o.a. als doel de bouwplantoets (voorafgaand aan de bouw) en het bouwtoezicht (tijdens de bouw) in de nabije toekomst niet meer door de gemeente te laten uitvoeren maar door de aannemer zelf. De bouwer zou hiertoe een gecertificeerde instantie moeten contracteren die toetst en toezicht houdt.
Vooruitlopend op de goedkeuring van de Wet Kwaliteitsborging (mogelijk in 2019) is in 2016 de TIS Erkenningsregeling van kracht welke is opgesteld met steun van ProRail, Rijkswaterstaat, Rijksvastgoedbedrijf, Bouwend Nederland, Neprom, Provincies, het Verbond van Verzekeraars, de TIS branchevereniging en SKG-IKOB.

## Beheer erkenningsregeling
De TIS (Technische Inspectie Services)-Erkenningsregeling en het beheer hiervan ligt in handen van het SKG-IKOB.

## TIS Erkende bedrijven per 2018
- BouwQ
- IRI-BRI
- Plangarant
- Seconed
- Vinçotte